# Związek Filantropów
Związek Filantropów – polskie stowarzyszenie, wzorowane pod względem struktury na masonerii, działające w latach 1787-1789. Jego celem było promowanie „cnót czynnych i użytecznych społecznie”.

## Historia
Związek powstał z inicjatywy Feliksa Oraczewskiego. W 1787 roku opublikował on Projekt Związku Filantropów Uwieczniaiący w Krakowskim Woiewodztwie pamięć bytności Stanisława Augusta Króla przez Felixa Oraczewskiego podany. W rocznicę przyjazdu Stanisława Augusta Poniatowskiego Związek przyznawał nagrodę wzorowym rolnikom, rzemieślnikom czy służącym, którzy w promieniu 3 mil od Krakowa przepracowali wzorowo co najmniej 20 lat. Nagroda była finansowa i pochodziła z dobrowolnych składek i datków członków. Gromadzone je w specjalnej „karbonie” zabezpieczonej 3 kluczami, które przechowywały trzy różne osoby (osoba duchowna, obywatel województwa krakowskiego i jeden z akademików). Ofiarodawców zapisywano w specjalnej księdze, którą przechowywano w Collegium Maius. Wśród osób, które w 1787 wpłaciły datki znaleźli się: Sebastian i Wacław Sierakowski, Feliks Radwański, Rafał Czerwiakowski czy Karolina Potocka. Najwięcej bo po 5 złotych czerwonych wpłacili Feliks Oraczewski i Józef Chwalibóg.
Po raz pierwszy rozdzielono nagrody podczas spotkania w dniu 30 grudnia 1787 roku. Rozpoczęto je od wystąpienia Jacka Przybylskiego. Jego Mowę przy pierwszym rozdawaniu nagród dla cnót czynnych i użytecznych społeczności. Ku uwiecznieniu słodkiej pamiątki bytności w województwie krakowskim Stanisława Augusta, króla dobrego. Podług projektu JW. JP. Feliksa Oraczewskiego... na Związek Filantropów, czyli Przyjaciół Ludzkości... dnia 30 grudnia roku 1787 miana wydano w 1788 roku w drukarni Ignacego Grobla. 
Nagrody wynoszące 216 złotych otrzymało 10 osób. Były to: rolnik z Bronowic, pracownik Młynów Podgórskich, cieśla, pasiecznik, położna, 2 prządki i służący. Ponieważ w kasie pozostało 22 złote przeznaczono je na roboty przy czyszczeniu kanałów wokół Krakowa i składki na cmentarz generalny (Rakowicki). 
Kolejne spotkania miało miejsce zgodnie ze statutem w pierwszą niedzielę przed świętem Jana Chrzciciela czyli  21 czerwca 1788 roku. Mowę wygłosił profesor wymowy w Szkole Głównej Koronnej Marcin Fijałkowski. Nagrody otrzymali: rolnik, wójt, ogrodnik, posługacz chorych, stolarz, drukarz i żołnierz. Podobnie jak w 1787 roku wyniosły one 215 złotych Tylko 324 złote otrzymał uczeń, który uratował 2 osoby tonące.
W 1789 roku nagrody wynoszące 200 złotych otrzymało 7 osób. Wśród nich znalazł się Marcin Oracewicz.
Związek istniał do 1789 roku. Przestał działać gdy Oraczewski jako członek KEN przeniósł się do Warszawy. 